# プラズマ・核融合学会
一般社団法人プラズマ・核融合学会（ぷらずまかくゆうごうがっかい、英語: The Japan Society of Plasma Science and Nuclear Fusion Research）は、愛知県名古屋市千種区内山3-1-1桜通内山ビル4Fに本部を置く日本の工学系学会である。1983年に設立された。学会の略称はJSPF。
1958年湯川秀樹博士を会長として生まれた研究者組織「核融合懇談会」が母体となって、1983年学術団体「プラズマ・核融合学会」として発足した。2005年現在は、プラズマ理工学及び核融合科学に携わる研究者・学生ばかりでなく、宇宙プラズマやプラズマ応用技術等に関心を持つ人々が広く参加している。

## 歴史
- 1958年2月10日 - 核融合懇談会創立[1]。
- 1983年 - プラズマ・核融合学会創立[1]。
- 1988年 - 社団法人化[1]。
- 2000年 - 九州・沖縄・山口支部設置。
- 2006年　英文電子ジャーナル「Plasma and Fusion Research (PFR) 」創刊。(ISSN 1880-6821)
- 2008年10月　プラズマ・核融合学会誌第84巻特集号「核融合50周年記念　我が国における核融合の歴史と将来展望」発行
- 2012年 - 一般社団法人化。

## 会員
- 正会員
- 学生会員
- 賛助会員

## 歴代会長
プラズマ・核融合学会の歴代会長は以下の通り（括弧内の数字は就任した年）。

### 任意団体（プラズマ・核融合学会）
1. 山本賢三（1983～1987）

### 社団法人プラズマ・核融合学会
1. 山本賢三（1988）
2. 関口　忠（1989～1990）
3. 森　　茂（1991～1994）
4. 飯吉厚夫（1995～1998）
5. 井上信幸（1999～2002）
6. 髙村秀一（2003～2006）
7. 松田慎三郎（2007～2008）
8. 本島　修（2009～2010）
9. 小川雄一（2011）

### 一般社団法人プラズマ・核融合学会
1. 小川雄一（2012）
2. 二宮博正（2013～2014）
3. 小森彰夫（2015〜2016）
4. 吉田善章（2017〜2018）
5. 森　雅博（2019〜）

## 主な催事
- 年会（毎年1回）
- 若手夏の学校(2019年度より「若手フォーラム」にリニュアル）
- 高校生シンポジウム

## 主な出版物
- 『プラズマ・核融合学会誌』（機関誌）
- 『Plasma and Fusion Research（PFR）』（英文電子ジャーナル）
- 『Journal of Plasma and Fusion Research SERIES（JPFR SERIES）』（研究会論文集）